# Barbodes platysoma
Barbodes platysoma är en fiskart som först beskrevs av Bleeker, 1855.  Barbodes platysoma ingår i släktet Barbodes och familjen karpfiskar. Inga underarter finns listade.